# Melcior Ferrer i Bruguera
Melcior Ferrer i Bruguera   (Barcelona, 1822 - 5 de maig de 1890) va ser polític català, primer marquès de Cornellà.

## Biografia
Llicenciat en dret i membre del Col·legi d'Advocats de Barcelona des del 1842, va esdevenir un reconegut jurista i des del 1873 fou escollit quatre cops degà del Col·legi.
El juliol de 1856 va ser nomenat segon alcalde de Barcelona i el novembre del mateix any va ser nomenat conseller provincial, un càrrec que va mantenir fins a l'abolició dels consells el 1868.
El 1872 fou vicepresident i el 1874 president de l'Ateneu Barcelonès i alhora era vocal del Circulo Hispano Ultramarino i membre de la Lliga d'Ordre Social, presidida per Manuel Duran i Bas, que preconitzava la restauració en el tron d'Alfons XII. Quan el Capità General de Catalunya Arsenio Martínez Campos va fer el pronunciamiento que inicià la restauració borbònica el va nomenar membre de la Diputació de Barcelona pel districte de Sant Feliu de Llobregat el 1874 i president de la Diputació de gener de 1875 a novembre de 1878 per dimissió de l'anterior president, Salvador Maluquer i Aytés. Ell mateix deixà la presidència al·legant motius de salut.
Membre del Partit Liberal Conservador i home de confiança de Cánovas del Castillo, va restaurar la hisenda provincial i restablí el cos dels Mossos d'Esquadra amb la finalitat de lluitar contra antics combatents carlins que es dedicaven al bandolerisme. Finançà la importació de ceps americans per tal de combatre la fil·loxera, una nova Casa de la Maternitat i un nou Pla de Carreteres.
Va ser president de la Societat Econòmica Barcelonesa d'Amics del País el 1888-1889. Després de deixar la política continuà la seva activitat com a jurista presidint el Congrés Català de Jurisconsults de 1881 i l'Acadèmia de Jurisprudència i Legislació de Catalunya el 1883-1886. Des de l'any 1874 fins a la seva mort va ser consiliari de la comissió espanyola de la Fundació Savigny.
El 5 de febrer de 1877 se li va concedir la gran creu de l'orde d'Isabel la Catòlica, de la que ja era comandant des de 1861.
El 1885 fou proposat a senador, però la mort d'Alfons XII va comportar la dissolució de les Corts. El 1889 fou ennoblit com a marquès de Cornellà. Defensà la unificació del dret civil espanyol, encara que mantenint algunes de les peculiaritats del dret català.
El seu fill, Ramon Ferrer i Estruch (1868-1931), va comptar amb una important col·lecció d'art que, a la seva mort, va ser parcialment cedida al Museu Nacional d'Art de Catalunya.

## Obres
- Influencia del estado social sobre la legislación (1883).